# Слесарчик, Юлия Сергеевна
Юлия Сергеевна Слесарчик (25 августа 1994, Заславье, Минский район, Минская область) — белорусская футболистка, защитница клуба «Динамо-БГУФК» и сборной Белоруссии.

## Биография
Начинала заниматься футболом в родном городе в команде мальчиков. В 12-летнем возрасте была на просмотре в женской команде «Надежда» (Могилёв), но в итоге решила заниматься в более близком Минске, в Республиканском центре Олимпийской подготовки по футболу Белорусского государственного университета у тренера Марины Александровны Лис.
На взрослом уровне первый сезон провела в 2010 году в высшей лиге в клубе «Молодечно», затем стала регулярно играть за минский клуб «Зорка-БДУ», за пять сезонов провела более 100 матчей. Чемпионка Белоруссии 2011, 2014, 2015 годов, серебряный призёр 2012 и 2013 годов, обладательница (2012) и финалист (2011, 2014, 2015) Кубка страны, обладательница Суперкубка Белоруссии (2013). В 2016 году перешла в «Минск», где провела три сезона, в каждом из которых становилась победительницей чемпионата и Кубка страны, завоевала два Суперкубка (2016, 2018). Регулярно участвовала в матчах еврокубков. Сезон 2019 года провела в клубе «Ислочь-РГУОР» (четвёртое место в высшей лиге), в следующем сезоне выступала за новосозданное минское «Динамо», с которым стала чемпионкой Белоруссии, была капитаном команды.
В 2021 году вместе с ещё одной белорусской спортсменкой, Анастасией Шуппо, перешла в российский клуб «Зенит» (Санкт-Петербург). Дебютировала 14 марта 2021 года в матче против клуба «Рязань-ВДВ», отыграв все 90 минут. Бронзовый призёр чемпионата России 2021 года. В 2022 году вернулась в «Динамо-БГУФК».
Выступала за юниорскую и молодёжную сборные Белоруссии. С 2013 года регулярно играет за национальную сборную, дебютировала в матче против Англии. Провела не менее 30 матчей в отборочных турнирах чемпионатов мира и Европы.
Окончила БГПУ имени Максима Танка по специальности оздоровительная физическая культура.